# ハネナガチョウトンボ
ハネナガチョウトンボは、トンボ目トンボ科チョウトンボ属に分類されるトンボの1種。身体は黒っぽく胸には深緑色の光沢があり、翅は透明で、後翅の基部（付け根）側4分の1ほどが藍色、また4枚の翅の先端と結節点、前翅の付け根も藍色の斑紋がある。
本種は、1913年にRisによりインドシナから新種記載され、その後まもなく台湾でも発見されてハネナガチョウトンボとの和名がつけられた。1993年には奄美大島でも発見され、当時は台湾からの飛来と思われていた。しかしその後は、オキナワチョウトンボなどのように他の島々に分布が広がることもなく、分布は現在も奄美大島に限られている。その様子から、もともと島の在来種であり発見が遅れただけなのではないかとの見解も出ている。
1-2m程度の高さの抽水植物の繁った池で繁殖し、羽化は5月半ばから始まる。成熟したオスは池で水面の上空1ｍほどの高さを飛翔して巡回したり、草の茎の先端に静止したりして、メスを待つ。交尾は１分程度で終わり、メスは交尾後、単独で打水産卵する。池での繁殖行動は6月半ばから9月上旬まで観察され、年１化と思われる。
環境省レッドリストで絶滅危惧IB類に選定されており、2019年に国内希少野生動植物種に指定されている。現在の生息地では行政や有志による保全活動が続けられている。
最初の発見地であるベトナムでの現状は不明、台湾からの生息情報は比較的あるが、IUCNによるレッドリストの評価はなされていない。

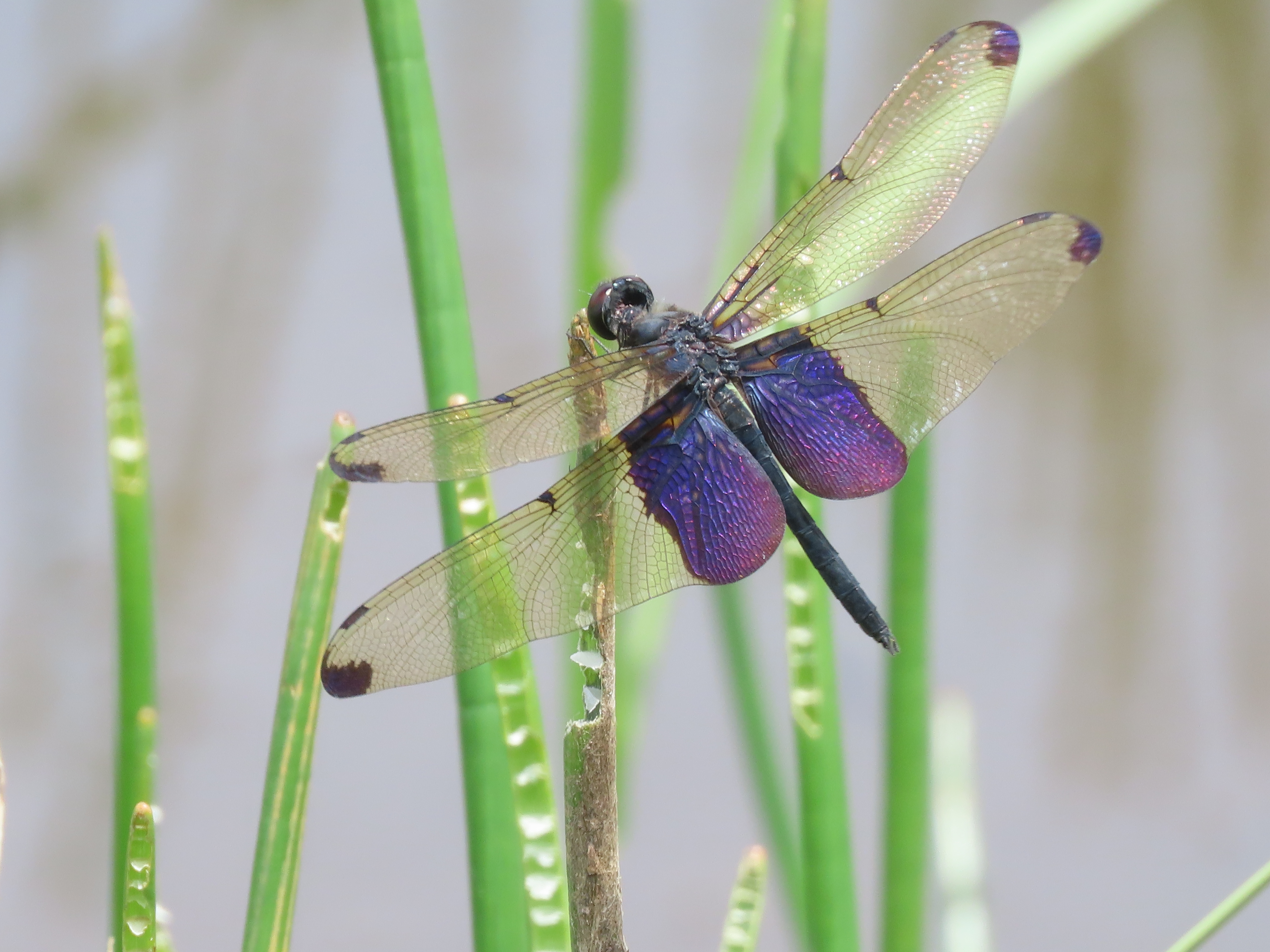
オス
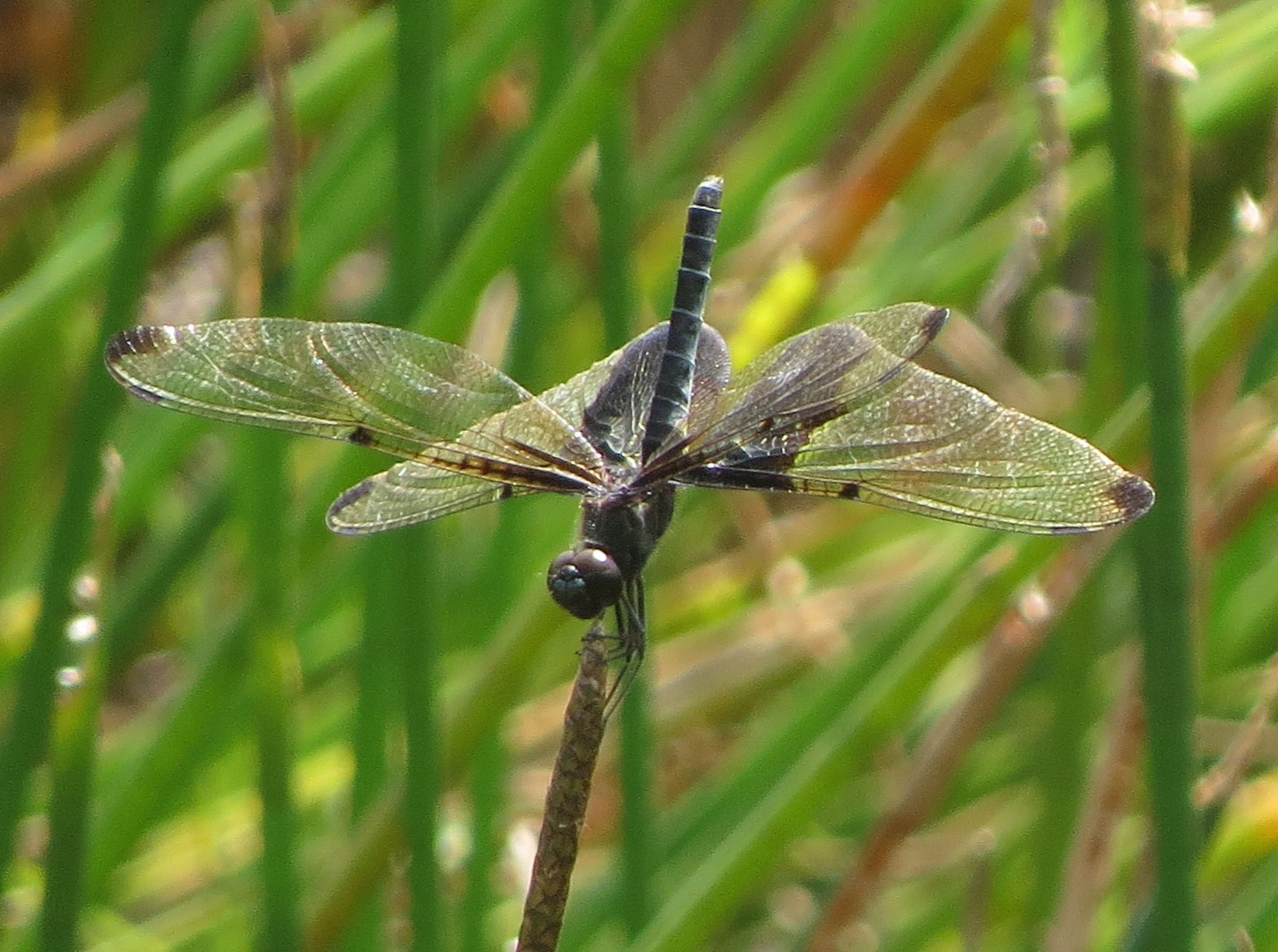
メス
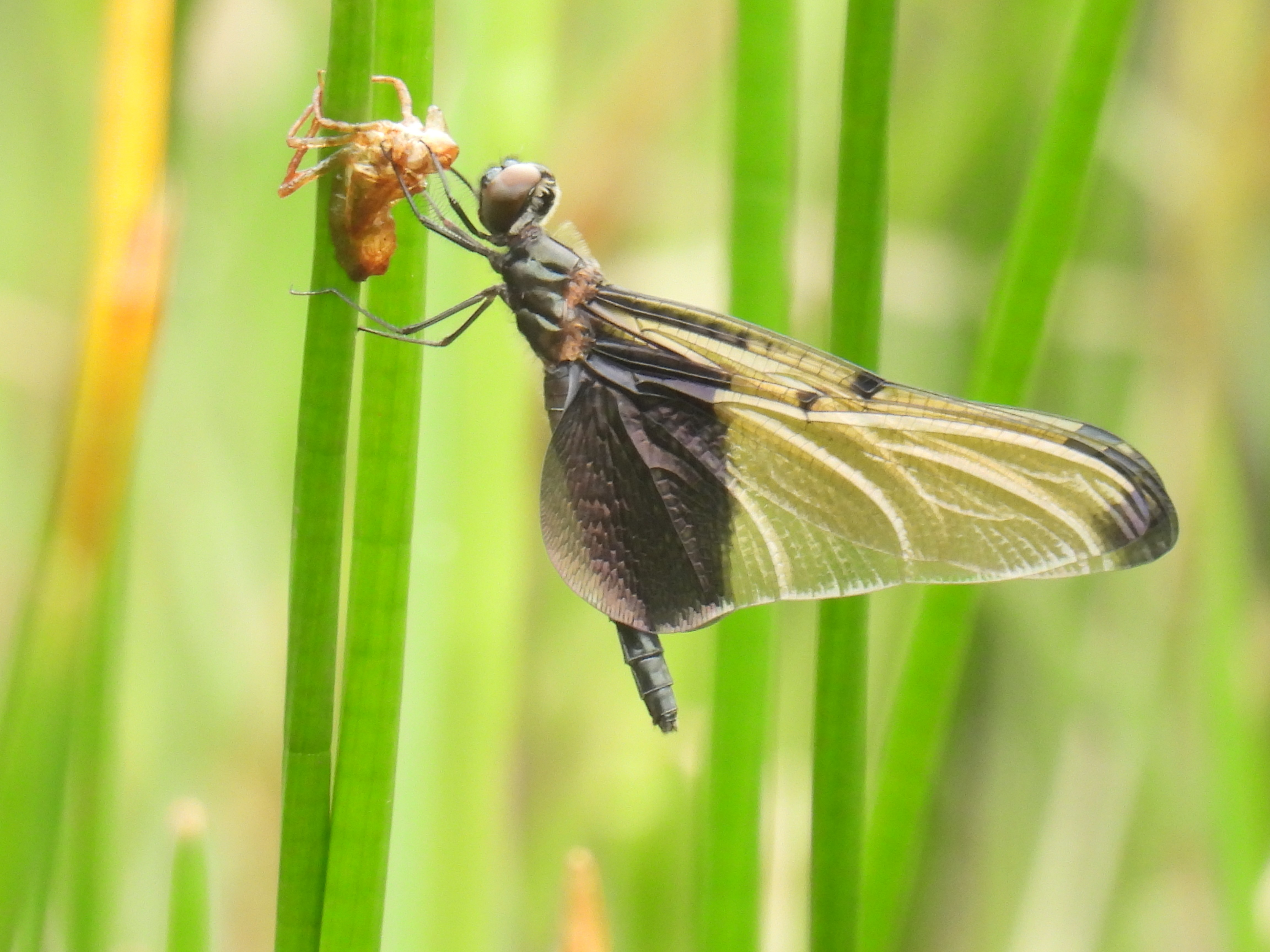
羽化直後のメス